# Changlu Zongze
Changlu Zongze (chiń. 長蘆宗賾; pinyin Chánglú Zōngzé; kor. 장노종? Changno Chong?; jap. Chōro Shūjaku; wiet. Trường Lư Tông Trách; ur. XI wiek, zm. XII wiek) – chiński mistrz chan szkoły yunmen, autor Chanyuan qinggui oraz Zuochan yi

## Życiorys
Ponieważ stracił swojego ojca we wczesnym wieku, był wychowywany przez matkę. Najpierw studiował konfucjanizm, a następnie zwrócił się w stronę buddyzmu. Do zakonu przyjmował go mistrz chan Fayun Faxiu (1027–1090) w klasztorze Yunmen, prawdopodobnie gdy miał 29 lat. Następnie był uczniem mistrza chan Changlu Yingfu (brata dharmicznego Fayuna Faxiu).
O jego życiu niewiele wiadomo. Po doświadczeniu nagłego oświecenia działał jako mistrz chan. Otrzymał tytuł Cijue Dashi (Wielki Mistrz Współczucia i Oświecenia).
Napisał dwie bardzo popularne w swoim czasie prace:
- Chanyuan qinggui (1103) – obszerne dzieło poświęcone regułom klasztornym
- Zuochan yi – pierwszy podręcznik medytacji chan

## Linia przekazu Dharmy zen
Pierwsza liczba oznacza liczbę pokoleń mistrzów od 1 Patriarchy indyjskiego Mahakaśjapy.
Druga liczba oznacza liczbę pokoleń od 28/1 Bodhidharmy, 28 Patriarchy Indii i 1 Patriarchy Chin.
- 39/12. Xuefeng Yicun (822–908)

- 40/13. Furong Lingxun (bd)
- 40/13. Jingqing Daofu (863–937) (także Shunde)
- 40/13. Cuiyan Yongming (bd)
- 40/13. Baofu Congzhan (zm. 928)

- 41/14. Zhaoqing Wendeng (884–972)
- 41/14. Baoci Wenqin (bd)
- 41/14. Yanshou Huilun (bd)

- 42/15. Guizong Daoquan (bd)

- 40/13. Xuansha Shibei (835–908)

- 41/14. Luohan Guichen (867–928)

- 42/15. Longji Shaoxiu (bd)
- 42/15. Tianbing Congyi (bd)
- 42/15. Qingqi Hongjin (bd)
- 42/15. Fayan Wenyi (885–958) szkoła fayan

- 40/13 Yunmen Wenyan (862–949) szkoła yunmen

- 41/14. Shuangquan Shikuang (bd)

- 42/15. Fuchang Weishan (bd)

- 41/14. Fengxian Daoshen (bd) (Congshen?)

- 42/15. Lianhua Fengxiang (bd)
- 42/15. Xiang Anzhu (bd)

- 41/14. Baling Haojian (bd)

- 42/15. Cheng Sansheng (bd)

- 41/14. Dongshan Shouchu (910-990)

- 42/15. Nanyue* Liangya (bd) *Fuyuan

- 43/16. Chenggu Jianfu (zm. 1045)

- 41/14. Deshan Yuanming (908–987) (także Yuanmi)

- 42/15. Wenshu Yingzhen (bd)
- 42/15. Bu’an Dao (bd)

43/16. Dongshan Xiaocong?
44/17. Fori Qisong (1007–1072)
- 41/14. Xianglin Chengyuan (908–987)

- 42/15. Zhimen Guangzuo (zm. 1031)

- 43/16. Jiufeng Qin (bd)
- 43/16. Xuedou Chongxian (980–1052) napisał komentarze wierszem do „Biyan lu”

- 44/17. Chengtian Chuanzong (bd)
- 44/17. Tianyi Yihuai (993–1064)

- 45/18. Fayun Faxiu (1027–1090)
- 45/18. Changlu Yingfu (bd)

- 46/19. Changlu Zongze (bd) autor „Zuochan yi” oraz „Chanyuan qinggui”

- 47/20.

- 48/21.

- 49/22. Lei’an Zhengshou (1146–1208)

- 45/18. Yuanfeng Qingman (bd)
- 45/18. Yuantong Fashen (bd)